# Pfarrkirche Mühlheim am Inn

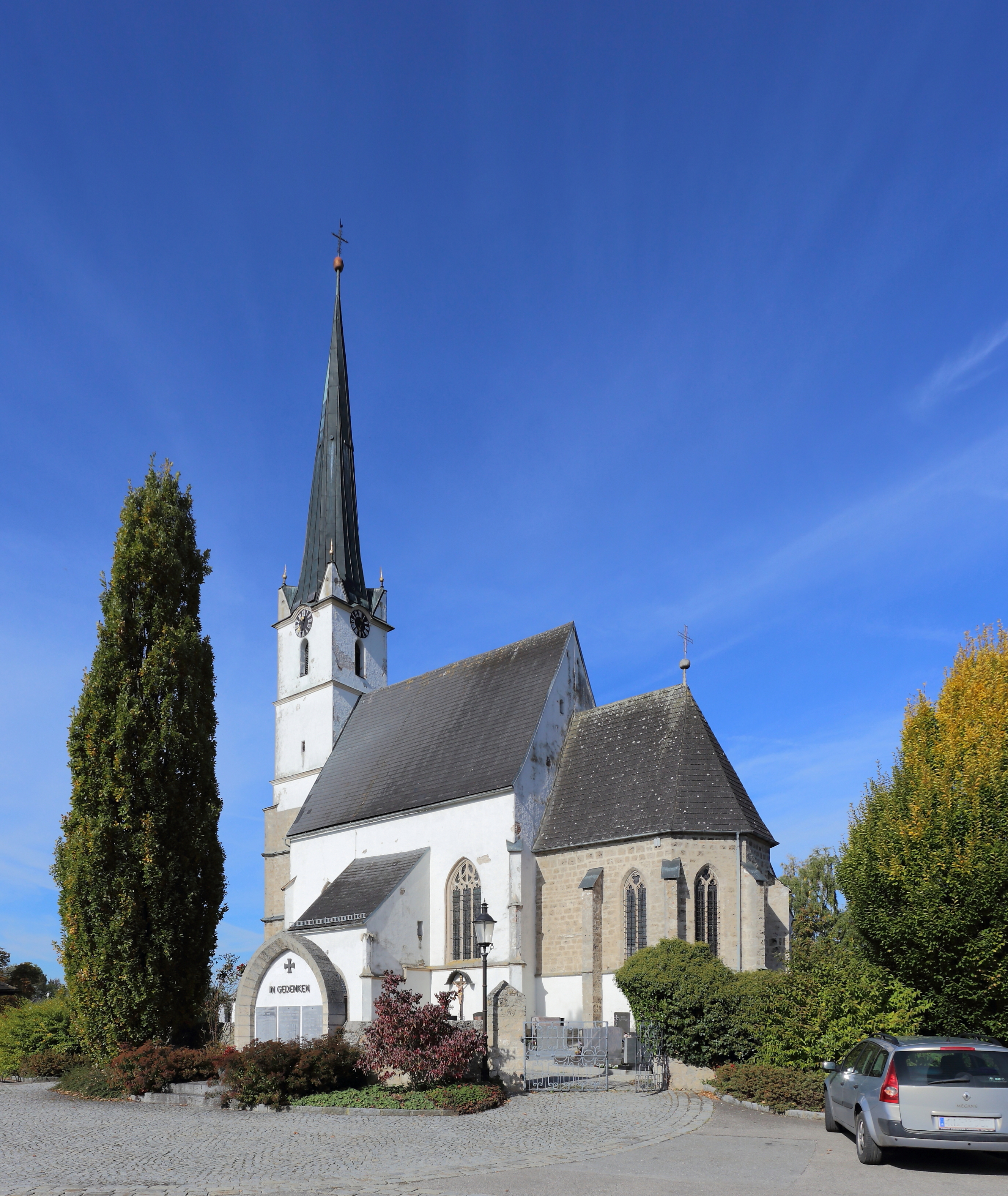
Kath. Pfarrkirche Mariä Himmelfahrt in Mühlheim am Inn

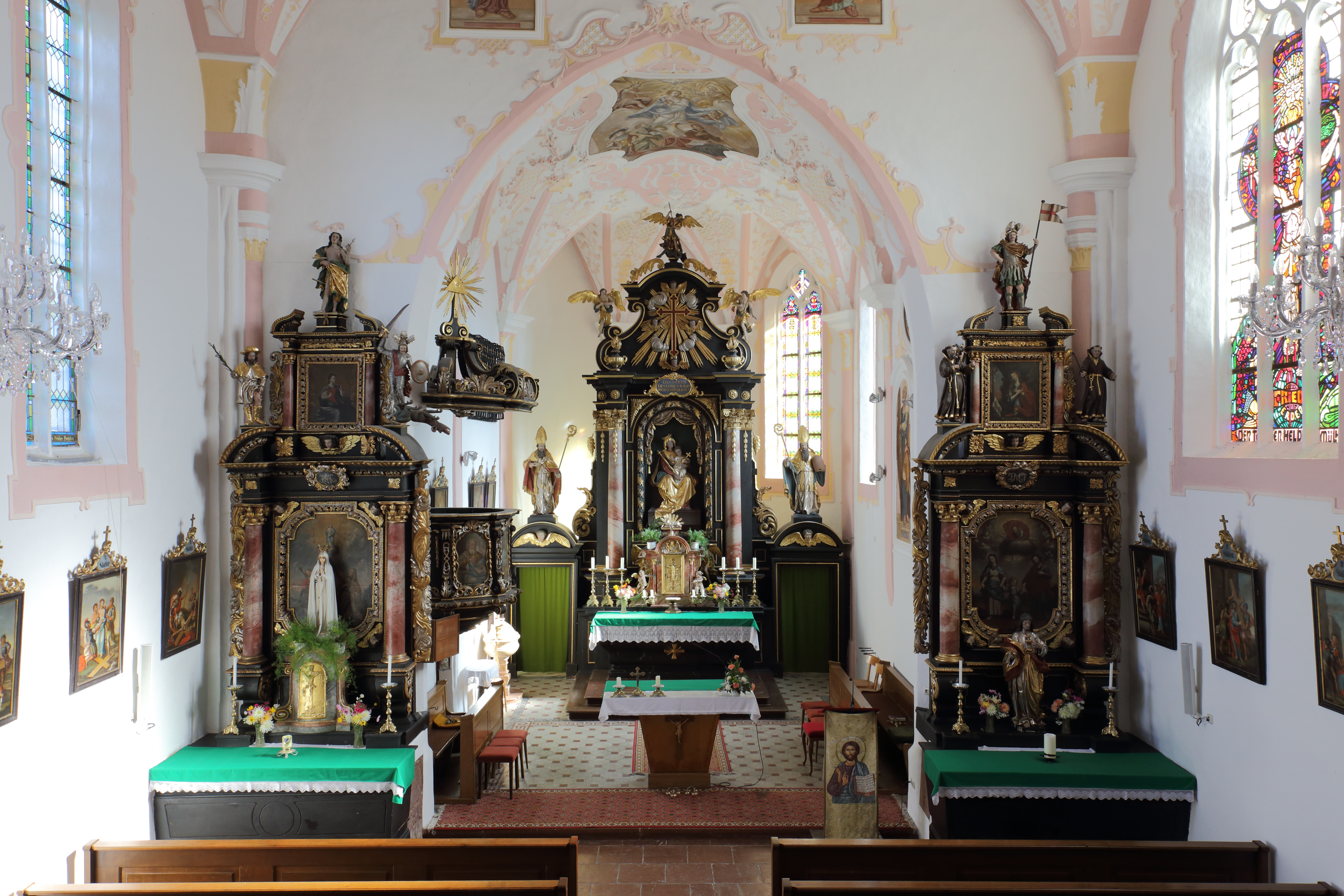
Blick zum Chor

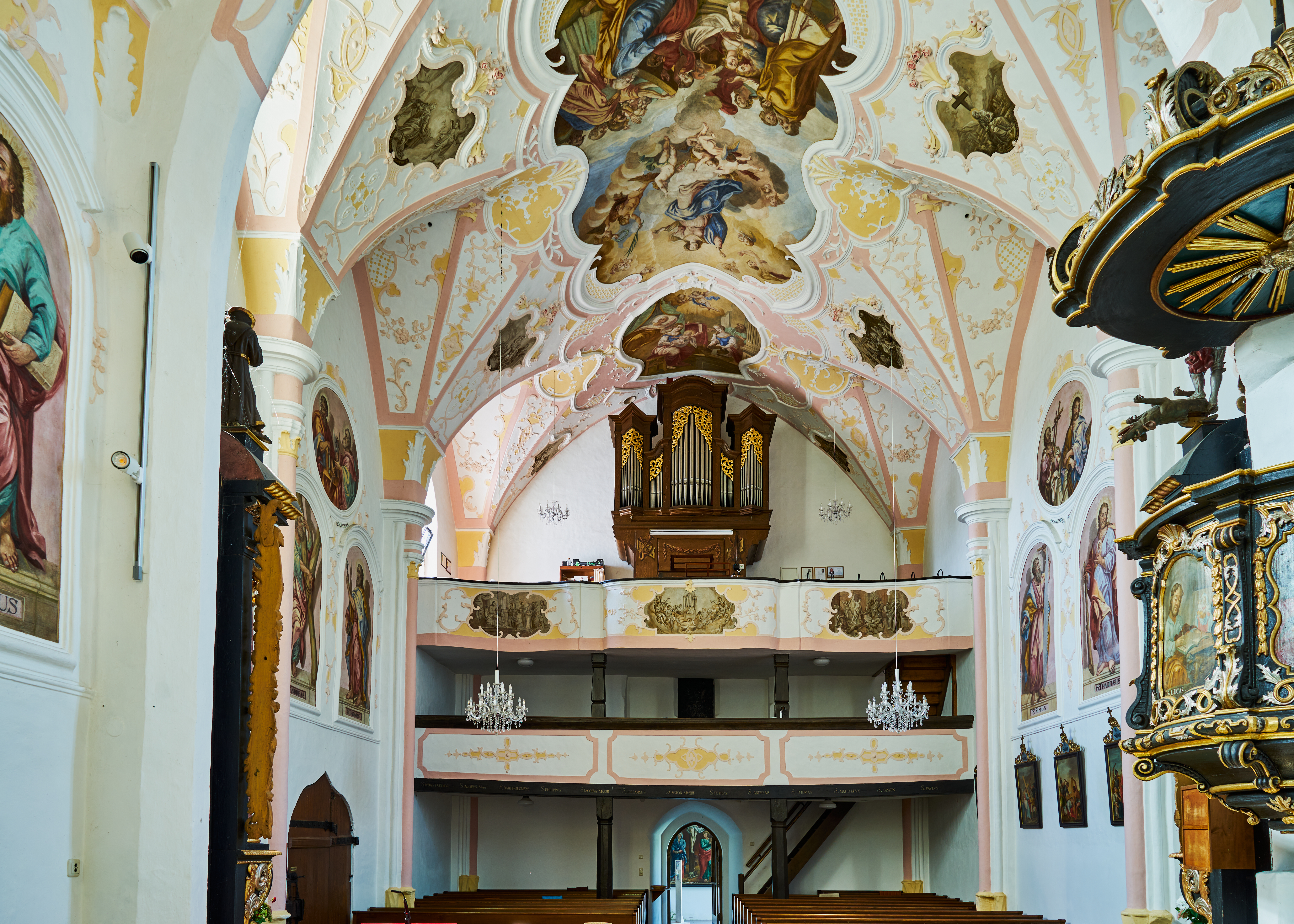
Blick nach Westen mit Orgel

Die Pfarrkirche Mühlheim am Inn steht in der Gemeinde Mühlheim am Inn in Oberösterreich. Die römisch-katholische Pfarrkirche Mariä Himmelfahrt gehört zum Dekanat Altheim-Aspach in der Diözese Linz. Die Kirche und der Friedhof stehen unter Denkmalschutz.

## Geschichte
Eine Kirche im Ort wurde um 1140 erstmals urkundlich genannt. Die heutige gotische Kirche wurde in längerer Bauzeit vom letzten Viertel des 15. Jahrhunderts bis etwa 1520 errichtet. Der älteste Bauteil ist der Chor, das Langhaus und der Turm folgten um 1500 bis 1520. Die oberen zwei Geschoße des Turms wurden inschriftlich erst 1616 erbaut; weitere Anbauten wurden vorgenommen, wie die Sakristei und die ehemalige Totenkammer 1707 anstelle eines Beinhauses, die seit 1896 als Lourdeskapelle eingerichtet ist.
Eine Barockisierung des Innern erfolgte urkundlich 1726, gleichzeitig wurden vermutlich die Gewölberippen abgeschlagen und das spätgotische Gewölbe durch Johann Michael Vierthaler in den Jahren 1737–1738 stuckiert und mit Deckenbildern ausgestattet. Weitere Restaurierungen erfolgten außen 1927 und 1980; innen 1897 sowie mehrfach im 20. Jahrhundert, zuletzt 2008/2009; am Turm 1900 und 1948.

## Architektur
An das einschiffige dreijochige Langhaus schließt sich ein eingezogener niedriger zweijochiger Chor mit einem Dreiachtelschluss an. An den gotischen Gewölben wurden die Rippen abgeschlagen und die Gewölbe mit Stuck und Fresken im zweiten Viertel des 18. Jahrhunderts ausgestattet. Der Westturm mit einer kreuzrippengewölbten Glockenstube hat einen achtseitigen Spitzhelm. Das Südportal ist reich bewegt spätgotisch. Das gotische Westtor hat eine Tür mit gotischen Beschlägen. Das Sakristeiportal ist schulterbogig und verstäbt. Die Fassaden waren ursprünglich einheitliche Tuffsteinquadermauern, seit 1980 wurden die Südseite des Langhauses, die Anbauten und die oberen Turmgeschoße verputzt. Das steile Satteldach mit stehendem Dachstuhl ist vermutlich bauzeitlich.
Das Innere ist von der spätbarocken Überformung der spätgotischen Raumschale geprägt; der Chor hat eine barocke Wandgliederung, im Langhaus wurden die spätgotischen Wandpfeiler mit barockem Gewölbeansatz versehen.
Die Friedhofsmauer ist mit gotischen Keilsteinen abgedeckt.

## Ausstattung

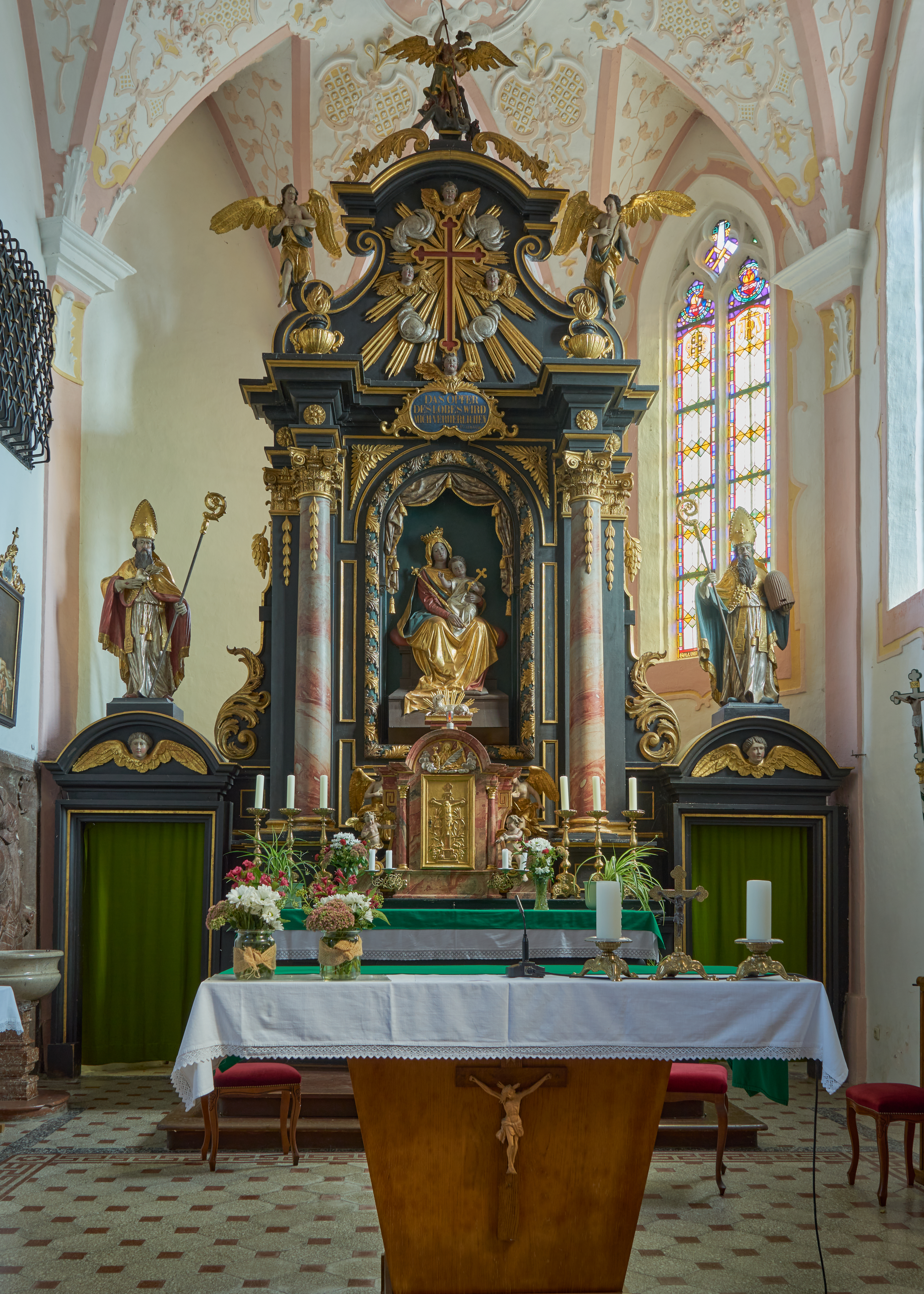
Hochaltar

Der Hochaltar in barocken Formen entstand vermutlich um 1800 unter Verwendung älterer Teile und wurde 1922 neu gefasst. In der Mittelnische ist die thronende Madonna mit Kind von Ferdinand Rothböck aus dem Jahr 1893 dargestellt, über den Opfergangsportalen die Figuren der Heiligen Augustinus und Ambrosius aus der Zeit um 1800, im Altarauszug eine bekrönende Figur von Erzengel Michael. Die Seitenaltäre entstanden in den Jahren 1686–1688, die Altarblätter wurden von Georg Puchner aus Braunau 1687 geschaffen, die Bildhauerarbeiten von Sebastian Hagenauer um 1688, einige wurden nach Verkauf der Originale in den 1960er Jahren durch Gipsabgüsse ersetzt.
Die Kanzel wurde von Josef Albrecht geschaffen und 1733 durch Johann Paul Erbmüller gefasst, eine Erneuerung der Fassung erfolgte im Jahr 1922. Das spätgotische Fronbogenkruzifix entstand um 1510/1520. Der barocke Taufstein aus dem 18. Jahrhundert ist mit kantigem Rotmarmorbaluster und querovaler Schale aus weißem Marmor gestaltet.
Die Orgel ist ein Werk von Josef Gast aus 1787, sie wurde im Jahr 1928 überholt und erhielt neue Prospektpfeifen. Das Werk hat zehn Register auf einem Manual.
Eine bemerkenswerte Rotmarmorplatte für Christoph Thaimer aus dem Jahr 1563 zeigt den Verstorbenen im Harnisch. Zwei Rotmarmortafeln erinnern an Rosiner Pader († 1660) und Matthias Molitor († 1726).